# 日本市町村廢置分合
日本市町村廢置分合（日语：／ Nihon no shichōson no haichi bunkō）包括了日本市町村的分割、分立、合併、編入等。地方自治法第7條對此的定義是「市町村的廢置分合與市町村邊界的更改」。日本基於強化市町村的效率與能量、擴大其治理規模，並因應財政困難，120年來持續推動市町村合併。自明治以后，市町村的數量就一直處于減少的趨勢，合并的情況壓倒性的多于分割的情況。而由于多次的政區調整，行政區之間有時也會出現飛地。
先后共有三次大規模的市町村合并，分別是明治大合并、昭和大合并、及平成大合并，各自有其不同的背景因素、政策目標與後續影響。觀其成果，確實使市町村的平均規模擴大，行政服務上也有所變革，並因此節省了部分開支；但自治體合併後必須面對許多內部的不協調，財政上更由於財政紀律的缺乏和中央補助的減少，仍存在相當的困難。

## 市町村合併的歷史

### 明治大合併
明治大合併發生於1888至1889年間，是明治維新後日本政治現代化過程的一部份，其目標在於建立町村為現代化的地方行政體。在此之前，町村的規模極小，100戶以下的町村佔了總數的將近七成，以致無法執行戶政、土木、救助、徵稅、及國小義務教育的政策。大規模的合併展開後，之前屬於自然共同體的町村被轉換為行政體，從此奠定了日本近代地方自治制度的基礎。
明治大合併的實施並沒有法令上的強制性，但中央主導性極強，整體方案是由町村上一級的縣政府來規劃和決策，而縣政府又聽命於中央內務省。當時企圖達到的目標規模，設定為每個町村300至500戶，合併後的町村數量因此從1888年的71,314，降為1889年的15,859，僅餘1/5；町村平均人口數也從550人提高到2,400人左右。

### 明治到戰前的合併
市町村的合併並非只發生在所謂「大合併」的期間。自明治大合併後，日本的基層行政體持續進行合併，從15,859個減少到昭和大合併前的9,868個。這段期間的合併可分為三類。第一類是因為實施了「一部事務組合」制度 ，導致許多町村因為業務連結而進一步合併為單一的行政體。第二類是由於都市發展而對外擴張導致的合併，包括東京、大阪、京都、名古屋與橫濱等都市。第三類是基於強化城市作為戰爭基地而進行的合併，主要是佐世保市、橫須賀市、德山市和舞鶴市等海軍軍港的所在地。

### 昭和大合併
二次世界大戰結束後，1946年的日本新憲法和1947年的地方自治法，將市町村的角色強化，以使其有能力執行戰後新制中學的設置管理、創設市町村消防自治體警察制度、及市町村社會福利與保健衛生等事務，因此促成了1953年（昭和28年）開啟的昭和大合併。當時中央政府決定以8000人為市町村基本人口標準，做為足以有效經營國中義務教育的規模。
昭和大合併和明治大合併一樣，都不是法律上強制的，而是由縣政府的知事根據相關市町村的議會決議來規劃，以示對地方獨立性的尊重。但是中央政府不但提出「市町村合併促進計畫」，設定要減少市町村數量至1/3，而且與縣政府密切配合推動合併，因此昭和大合併也被認為是在中央強大的壓力之下完成的。
昭和大合併的成果，是將市町村數量從1953年的9,868，降至1961年的3,472，可說完全達成了所設定的減量目標。市町村的平均人口也從5,400人提高至11,500人，平均面積由35平方公里提高到97平方公里。

### 高度經濟成長期間的合併
在昭和大合併後，日本的基層行政體持續合併，從3,472個微幅減少到平成大合併前的3,229個。這段期間的合併主要是由於日本經濟的快速成長，使得都市迅速發展並向外擴張，促成了與周邊町村的合併，以擴大發展規模並強化都會實力。相當多縣的首府所在都市，在此期間合併擴張。

### 平成大合併
平成大合併始於1999年（平成11年）。第一次高峰自2003年（平成15年）開始到2005年（平成17年）。執行至2010年3月底，日本市町村的數量從3,229降至1,727個 ，減併幅度將近五成。
目前最後一個合併案為2014年栃木縣的下都賀郡岩舟町併入栃木市。

#### 平成大合併的目的
- 強化中央地方分權：2000年頒佈實施的《地方分權一覽法》中規定，各地方公共團體根據自主決定、自行承擔責任的原則，來建立各自行政體系。而地方公共團體若要發揮自主性參與區域間的競爭，並制定多樣化且具有特色的行政措施，就必須在權限、財源、人才等方面擁有一定的規模與能力。
- 少子高齡化日益嚴重：日本人口日益老化的趨勢，讓地方自治體面臨未來更少的稅收與更高的公共服務需求，所以為了確保服務水準，自治體需要一定程度的人口密集度；同時為提供滿足新的服務需求，自治體政府也需要提升規模以強化專業程度。
- 人民生活圈的擴大：隨著交通發達、汽車社會的來臨，人民移動範圍擴大，日常生活圈也因而擴大，跨越了市町村的行政界線。因此區域行政不但需要整合以利規劃，自治體也必須轉型為更大規模的經營單位。
- 推動地方行政改革的需求：日本地方和中央政府一樣，面臨了嚴峻的財務狀況，中央與地方都必須建立一個精簡而高效率的行政體，也需要進一步消減人事與公共設施的支出負擔，避免浪費。
- 合併後人口跨過門檻，以升格為政令指定都市或中核市、特例市，獲得更多地方自治權限。

## 市町村数量的變化
| 年         | 市数 | 町数   | 村数   | 市町村数 |
| ---------- | ---- | ------ | ------ | -------- |
| 1888年12月 | -    | 71,314 | 71,314 | 71,314   |
| 1889年12月 | 39   | 15,820 | 15,820 | 15,859   |
| 1947年8月  | 210  | 1,784  | 8,511  | 10,505   |
| 1956年4月  | 495  | 1,870  | 2,303  | 4,668    |
| 1965年4月  | 560  | 2,005  | 827    | 3,392    |
| 1995年4月  | 663  | 1,994  | 577    | 3,234    |
| 2003年4月  | 677  | 1,961  | 552    | 3,190    |
| 2005年4月  | 739  | 1,317  | 339    | 2,395    |
| 2006年4月  | 779  | 844    | 197    | 1,820    |
| 2008年11月 | 783  | 806    | 193    | 1,782    |
| 2014年4月  | 790  | 745    | 183    | 1,718    |
| 2021年4月  | 792  | 743    | 183    | 1,718    |

最新状況（總務省） （页面存档备份，存于）

## 市町村合併一覧
*1990年－2002年 ·  2003年 ·  2004年 ·  2005年（上半年／下半年） ·  2006年 ·  2007年至今
- 各都道府縣町村合併列表

## 外部連結
- 総務省・合併相談コーナー
  - 市町村数的変遷和明治・昭和大合併的特徴
- Yahoo!新聞 - 市町村合併
- 地方自治法第３節　普通地方公共団体相互間の協力（法庫）
- 市町村の合併の特例に関する法律（法庫）
- 市町村合併情報 国土地理協會
- 行政区劃變遷一覽表 （页面存档备份，存于）
- つかんぼやと （页面存档备份，存于）
- 都道府縣市區町村 （页面存档备份，存于）
- 市區町村變遷情報 （页面存档备份，存于）